# Lorraine Fenton
Lorraine Fenton (ur. 8 września 1973 w Manchesterze jako Lorraine Graham) – jamajska sprinterka uprawiająca bieg na 400 m.
Nazywana "Srebrną Lorraine" ze względu na częste drugie miejsca zajmowane na najważniejszych imprezach mistrzowskich. Wyjątek od tej reguły stanowią jedynie dwa złote medale w sztafecie 4x400m. Pierwszy zdobyła na Igrzyskach Olimpijskich w Sydney (medal przyznany po dyskwalifikacji Amerykanek), zaś drugi na Mistrzostwach Świata w Edmonton. Jest też srebrną medalistką olimpijską z Sydney (w biegu na 400 m indywidualnie).

## Igrzyska olimpijskie
| Miejsce | Dzień       | Rok  | Miejscowość | Konkurencja        | Czas biegu  | Strata   | Zwycięzca     |
| ------- | ----------- | ---- | ----------- | ------------------ | ----------- | -------- | ------------- |
| srebro  | 25 września | 2000 | Sydney      | bieg na 400 m      | 49,58 s     | + 0,47 s | Cathy Freeman |
| złoto   | 30 września | 2000 | Sydney      | sztafeta 4 x 400 m | 3:23,25 min | -        | -             |

## Mistrzostwa świata
| Miejsce | Dzień       | Rok  | Miejscowość | Konkurencja        | Czas biegu  | Strata   | Zwycięzca                |
| ------- | ----------- | ---- | ----------- | ------------------ | ----------- | -------- | ------------------------ |
| 9.      | 3 sierpnia  | 1997 | Ateny       | bieg na 400 m      | 50,90 s     | -        | Cathy Freeman            |
| brąz    | 10 sierpnia | 1997 | Ateny       | sztafeta 4 x 400 m | 3:21,30 min | + 0,38 s | Niemcy                   |
| brąz    | 26 sierpnia | 1999 | Sewilla     | bieg na 400 m      | 49,92 s     | + 0,25 s | Cathy Freeman            |
| 5.      | 29 sierpnia | 1999 | Sewilla     | sztafeta 4 x 400 m | 3:24,83 min | + 2,85 s | Rosja                    |
| srebro  | 7 sierpnia  | 2001 | Edmonton    | bieg na 400 m      | 49,88 s     | + 0,02 s | Amy Mbacké Thiam         |
| złoto   | 12 sierpnia | 2001 | Edmonton    | sztafeta 4 x 400 m | 3:20,65 min | -        | -                        |
| srebro  | 27 sierpnia | 2003 | Paryż       | bieg na 400 m      | 49,43 s     | + 0,54 s | Ana Guevara              |
| brąz    | 31 sierpnia | 2003 | Paryż       | sztafeta 4 x 400 m | 3:22,92 min | + 0,29 s | Stany Zjednoczone        |
| 14.     | 8 sierpnia  | 2005 | Helsinki    | bieg na 400 m      | 51,48 s     | -        | Tonique Williams-Darling |
| srebro  | 14 sierpnia | 2005 | Helsinki    | sztafeta 4 x 400 m | 3:23,29 min | + 2,34 s | Rosja                    |